# Lijst van burgemeesters van Middelstum
Dit is een lijst van burgemeesters van de voormalige Nederlandse gemeente Middelstum in de provincie Groningen, totdat deze gemeente per 1 januari 1990 voor het grootste deel opging in de gemeente Loppersum.
| Ambtsperiode | Naam burgemeester                          | Leven     | Partij of stroming | Bijzonderheden                                                                              |
| ------------ | ------------------------------------------ | --------- | ------------------ | ------------------------------------------------------------------------------------------- |
| 1811 - 1815  | mr. Edzard Jacob baron Lewe van Middelstum | 1783-1856 |                    | in 1811 maire en in 1814 schout van Middelstum                                              |
| 1815 - 1859  | François Plaat                             | 1788-1859 |                    | tevens burgemeester van Kantens en van Usquert, ovl. 6 februari 1859                        |
| 1859 - 1907  | Jan Witkop van Roijen                      | 1831-1910 |                    | was burgemeester van Adorp, tot 1899 tevens burgemeester van Kantens                        |
| 1907 - 1909  | Jan Oost Elema                             | 1843-1909 | Liberaal           | vanaf 1903 lid van Provinciale Staten van Groningen; beroep: landbouwer, ovl. 26 april 1909 |
| 1909 - 1943  | Fokke van Anken                            | 1879-1944 |                    | ovl. 3 maart 1944                                                                           |
| 1944 - 1945  | Jan de Graaf                               | 1910-1980 | NSB                | waarnemend                                                                                  |
| 1945? - 1946 | F. Amulung                                 |           |                    | waarnemend                                                                                  |
| 1946 - 1963  | Fokke Eringa                               | 1898-1994 | ARP                |                                                                                             |
| 1963 - 1973  | Willem Blanken                             | 1923-2009 | ARP                | was gemeentesecretaris van Smilde, werd burgemeester van Brederwiede                        |
| 1973 - 1984  | Leendert Marinus Steketee                  | 1923-2002 | ARP/CDA            | was gemeentesecretaris van Duiveland                                                        |
| 1984 - 1989  | A.H. (Henk) den Boon                       | *1948     | CDA                | werd burgemeester van Veere                                                                 |
| 1989 - 1990  | W. (Wim) Groeneveld                        | 1921-2009 | CDA                | waarnemend                                                                                  |